# Connie Price-Smith
Connie Price-Smith z domu Price, wł. Constance Marie Price-Smith (ur. 3 czerwca 1962 w St. Charles) – amerykańska lekkoatletka, specjalistka pchnięcia kulą i rzutu dyskiem, halowa wicemistrzyni świata, czterokrotna medalistka igrzysk panamerykańskich, czterokrotna olimpijka.

## Kariera sportowa
Zdobyła brązowy medal w rzucie dyskiem (przegrywając jedynie z Kubankami Maritzą Martén i Hildą Ramos) na igrzyskach panamerykańskich w 1987 w Indianapolis. Weszła do finału tej konkurencji na mistrzostwach świata w 1987 w Rzymie, lecz nie zaliczyła w nim żadnego mierzonego rzutu. Odpadła w kwalifikacjach pchnięcia kulą i rzutu dyskiem na igrzyskach olimpijskich w 1988 w Seulu. Zajęła 7. miejsce w rzucie dyskiem w zawodach pucharu świata w 1989 w Barcelonie. Na halowych mistrzostwach świata w 1991 w Sewilli zajęła 7. miejsce w pchnięciu kulą, a na mistrzostwach świata w 1991 w Tokio 11. miejsce w tej konkurencji.
Zdobyła srebrny medal w pchnięciu kulą (za Belsy Lazą z Kuby, a przed swą koleżanką z reprezentacji Stanów Zjednoczonych Ramoną Pagel) na igrzyskach panamerykańskich w 1991 w Hawanie. Odpadła w kwalifikacjach rzutu dyskiem na igrzyskach olimpijskich w 1992 w Barcelonie. Zajęła 4. miejsce w pchnięciu kulą i 7. miejsce w rzucie dyskiem w zawodach pucharu świata w 1992 w Hawanie.
Później skoncentrowała się na rywalizacji w pchnięciu kulą. Zajęła 9. miejsce w tej konkurencji na halowych mistrzostwach świata w 1993 w Toronto. Odpadła w kwalifikacjach na mistrzostwach świata w 1993 w Stuttgarcie. Zajęła 4. miejsce w zawodach pucharu świata w 1994 w Londynie.
Zdobyła srebrny medal w pchnięciu kulą na halowych mistrzostwach świata w 1995 w Barcelonie, przegrywając jedynie z Kathrin Neimke z Niemiec, a wyprzedzając inną Niemkę Grit Hammer (pierwotna zwyciężczyni Łarisa Pieleszenko została pozbawiona medalu z powodu dopingu). Zwyciężyła w tej konkurencji na igrzyskach panamerykańskich w 1995 w Mar del Plata, przed Ramoną Pagel i Kubanką Yumileidi Cumbą. Była również zgłoszona w konkursie rzutu dyskiem, lecz w nim nie wystąpiła. Zajęła 9. miejsce w pchnięciu kulą na mistrzostwach świata w 1995 w Göteborgu oraz 5. miejsce w tej konkurencji na igrzyskach olimpijskich w 1996 w Atlancie. Na halowych mistrzostwach świata w 1997 w Paryżu zajęła 6. miejsce, a na mistrzostwach świata w 1997 w Atenach 5. miejsce.
Zajęła 3. miejsce w pucharze świata w 1998 w Johannesburgu oraz 2, miejsce w igrzyskach dobrej woli w 1998 w Uniondale. Na halowych mistrzostwach świata w 1999 w Maebashi zajęła 4. miejsce, a na mistrzostwach świata w 1999 w Sewilli 11. miejsce.
Ponownie zwyciężyła na igrzyskach panamerykańskich w 1999 w Winnipeg, przed Yumileidi Cumbą i inną Amerykanką Teri Tunks. Odpadła w kwalifikacjach na igrzyskach olimpijskich w 2000 w Sydney. Zajęła 10. miejsce na halowych mistrzostwach świata w 2001 w Lizbonie.
Connie Price-Smith była mistrzynią Stanów Zjednoczonych w pchnięciu kulą w latach 1988, 1990 i 1992–2000, a w rzucie dyskiem w latach 1987, 1989, 1990 i 1992–1994. W hali była mistrzynią USA w pchnięciu kulą w latach 1991–1993, 1996, 1998, 2000 i 2001.
Po zakończeniu kariery zawodniczej została trenerką lekkoatletyczną. Była m.in. głównym trenerem kobiecej reprezentacji lekkoatletycznej USA na igrzyskach olimpijskich w 2016 w Rio de Janeiro. Od 2001 do 2015 pracowała jako trenerka na Uniwersytecie Południowego Illinois, a od 2015 pracuje na Uniwersytecie Missisipi.

## Rekordy życiowe
Rekordy życiowe Connie Price-Smith:
- pchnięcie kulą – 19,60 m (18 czerwca 1994, Knoxville)
- rzut dyskiem – 64,82 m (25 czerwca 1987, San Jose)